# Nobuyuki Hosaka
Nobuyuki Hosaka (jap. 保坂 信之, Hosaka Nobuyuki; * 23. Juli 1970 in der Präfektur Saitama) ist ein ehemaliger japanischer Fußballspieler.

## Karriere
Hosaka erlernte das Fußballspielen in der Schulmannschaft der Teikyo High School und der Universitätsmannschaft der Tokai-Universität. Seinen ersten Vertrag unterschrieb er 1990 bei Yomiuri. Der Verein spielte in der höchsten Liga des Landes, der Japan Soccer League. Mit Gründung der Profiliga J.League 1992 und der damit verbundenen Neuorganisation des japanischen Fußballs wurde Yomiuri zu Verdy Kawasaki. 1994 wechselte er zum Ligakonkurrenten Urawa Red Diamonds. Für den Verein absolvierte er 17 Erstligaspiele. 1996 wechselte er zum Zweitligisten Fujitsu (heute: Kawasaki Frontale). Für den Verein absolvierte er 15 Spiele. Ende 1998 beendete er seine Karriere als Fußballspieler.

## Erfolge
Yomiuri/Verdy Kawasaki
- Japan Soccer League

Meister: 1990/91, 1991/92
Vizemeister: 1989/90
- J1 League

Meister: 1992
- JSL Cup

Sieger: 1991
- J.League Cup

Sieger: 1992, 1993
- Kaiserpokal

Finalist: 1991, 1992